# Männerhort (Theaterstück)
Männerhort ist eine Komödie des isländisch-deutschen Schriftstellers Kristof Magnusson. Das Stück erschien 2002 im Verlag der Autoren. Die Uraufführung fand am 19. Oktober 2003 im Schauspiel Bonn statt.

## Handlung
Das Boulevardstück erzählt von drei Männern, die sich im Heizungskeller eines Einkaufszentrums ein Versteck eingerichtet haben, wohin sie sich jeden Samstag flüchten, wenn ihre Ehefrauen auf Shoppingtour gehen. Bei Dosenbier und Pizza sitzen Helmut, Eroll und Lars auf dem Sofa im Keller, schauen Fußball und ereifern sich über ihre vom Kaufrausch ergriffenen Gattinnen. Dort werden sie von Feuerwehrmann Mario ertappt, der ihr Kellertreiben zuerst aus Brandschutzgründen unterbinden will, bis auch er die Vorzüge des Männerverstecks zu schätzen lernt. Dennoch droht später der Rückzugsort unerwartet aufzufliegen.
Die Dialoge in Männerhort sind Schlagabtausche, die mit Worten und Stereotypen spielen. In teils grotesken Übertreibungen wird das Männlichkeitsgebaren der Figuren bloßgestellt. Jeder der vier Herren hat insgeheim sein Päckchen Verunsicherung zu tragen – nichts könnte schlimmer sein, als Schwäche zuzugeben oder als Verlierer bezeichnet zu werden –, was zu allerhand Verdrehungen, Ausreden, Notlügen und Verzweiflungstaten führt. Magnusson scheut nicht vor derbem, kalauerndem Humor zurück.

## Aufführungen
Das Stück hatte 2003 am Schauspiel Bonn seine Uraufführung. 2005 hatte das Stück am Theater am Kurfürstendamm in Berlin Premiere, mit Bastian Pastewka, Christoph Maria Herbst, Michael Kessler und Jürgen Tonkel in den Hauptrollen. Die Inszenierung von Regisseur Andreas Schmidt sahen über 100.000 Zuschauer.
Männerhort lief an über 80 Theatern im In- und Ausland. Das Stück wurde unter anderem ins Niederdeutsche, Französische, Englische,, Schwedische Türkische, Bulgarische, Estnische,, Slowakische Marathi, Tschechische und Polnische übersetzt.

## Rezeption
In der Zeitung Die Welt wurde das Stück als „virtuos feinsinniges Lustspiel“ gelobt. „Ein solch gut gebauter Plot macht aber noch keine tolle Komödie. Die entsteht durch Magnussons virtuose Sprachfertigkeit, die auch sein Roman-Debüt (Zuhause) so sensationell werden ließ. Man muß mit Taubheit geschlagen sein, um nicht schon bei den ersten Dialogen zu ahnen, daß hier einer schreibt, der es mit einem Woody Allen oder Billy Wilder aufnehmen kann, einem Alan Ayckborn, Neil Simon oder einer Yasmina Reza. Sein Pointenfeuerwerk orgelt über Abgründen. Magnusson ist ein rarer Meister im so schweren Geschäft des Schreibens von bis zur Unverschämtheit gepfefferten, schwarzhumorigen Dialogen. Ein Geschenk des Himmels auch für Schauspieler. Und die zeigen Bestes am Kudamm. Neben Pastewka und Herbst ergänzen die Auch-TV-Beschäftigten Michael Kesseler und Jürgen Tonkel das an ihren Verhältnissen leidende Quartett. In so vehementem wie präzisem Klipp-Klapp stolpern die vier ziemlich gegensätzlichen Typen durch all die komischen bis tragikomischen Situationen voller Wortgewitter.“
Eine Rezension anlässlich der Inszenierung am Theater Vorpommern im April 2014 resümiert kritisch über die Komödie: „Ein Erfolgsstück. Erbarmungslos in seinen Klischees und seiner Sucht nach Pointen. Wer hier nicht lacht, der denkt zu viel nach. (…) Es ist ein Stück, das bei der Lektüre oft weh tut. Nicht etwa wegen Beziehungskisten-Wahrheiten, sondern wegen der trefflichen Plattheiten seiner Mann-Frau-Klischees. Diese Männer kennen weder echte Gefühle noch ihre Frauen. Letztere kommen nur als Versatzstücke in ihren Erzählungen vor, und schließlich erkennen die vier Männerhortler: Männer haben Kumpels und Hobbys, aber Frauen besitzen ein Innenleben. Mit dem sie sich beim Einkaufen beschäftigen. Natürlich steckt in jedem Klischee auch ein Fünkchen Wahrheit, weshalb der Autor mit seinem Text an mancherlei Vor- und sonstigen Urteilen andocken kann.“

## Verfilmung
Im Oktober 2014 kam der Film Männerhort in die deutschen Kinos. Das Drehbuch von Rainer Ewerrien und David Ungureit basiert auf Kristof Magnussons Theaterstück. Neben Christoph Maria Herbst, der bereits in der Inszenierung am Theater am Kurfürstendamm mitwirkte, sind Elyas M’Barek, Detlev Buck und Serkan Cetinkaya in den männlichen Hauptrollen besetzt. Anders als das Stück, in dem Frauen nur in den Erzählungen der vier männlichen Hauptfiguren auftauchen, ist das Drehbuch um weibliche Rollen erweitert. Cosma Shiva Hagen spielt Erolls Ehefrau Connie.